# Сумња (ТВ серија)
Сумња (шп. La duda) мексичка је теленовела, продукцијске куће TV Azteca, снимана 2002.
У Србији је приказивана 2004. на телевизији Студио Б, а касније на осталим локалним каналима.

## Синопсис
Габријел и Викторија су крштени истог дана и родитељи једног били су кумови другом. Тако су се две породице ујединиле пред Богом иако их је већ спајао грех из прошлости. Ни он ни она не разумеју зашто су се њихове породице растале и постале највећи непријатељи, зашто они двоје морају да сносе кривицу њихових родитеља и да се растану иако се воле целог живота.
Рудник сребра је Викторијино уклето наследство, иако још увек нико није свестан великог богатства које може да донесе. Управо могућност за стицање новца преко овог рудника узроковаће раздор између Викторијине и Габријелове породице и утицаће на њихов однос. Викторија је највећа Адолфова препрека да постане власник рудника и учиниће немогуће да је отера из града, и небитно му је што срећа његовог сина, Габријела. Габријел одбија да се понаша како његов отац жели и покушава да поврати Викторију убеђујући је да супарништво између њихових породица нема никакве везе са њима, не знајућу да иза свега стоји мрачна прошлост. После неког времена Викторија одлучује да се врати у родно место и натера Адолфа да плати за све што је учинио њеној породици и њој самој и да поврати наследтво које јој је отац оставио. По доласку сазнаје и да је Габријел на корак да се ожени другом. Тако ће двоје младих борећи се за своју љубав открити да је највећи грех волети и да се рођена крв може претворити у највећег непријатеља.

## Ликови
- Амелија (Марија Рохо) – Викторијина мајка, презрела је љубав и снове свог супруга Сантјага. Полуди када сазна да је Адолфо нови власник рудника, радије би умрла него да га гледа у туђим рукама. Одлучује да оконча свој живот у руднику.
- Адолфо (Сехио Бустаманте) – Жели да постане власник рудника. Годинама је уз разне трикове покушавао да га узмео од Амелије, са којом дели тајну о смрти њеног мужа Сантјага.
- Тереса (Хулијета Егурола) – Мрзи Викторију јер је кћерка жене која је била љубавница њеног мужа. Живи огорчена и фрустрирана и чини све да њен син и Викторија не буду заједно.
- Валентина (Елизабет Сервантес) – Лепа и опасна жена која неће дозволити да Габријел оде из њеног живота јер жели да осигура своју и будућност своје породице. Љубав јој није битна јер је задовољава Хулијан, који по Адолфовом наређењу чини све да се Викторија не уда за Габријела.
- Хасинта (Адријана Пара) – Викторија дадиља и безусловни штићеник. Зна истину о Сантјаговој смрти и кроз какву је кризу прошла Амелија због нестанка свог супруга, али ћути како не би повредила Викторију.
- Артуро (Педро Сикард) – Племенити, културан и атрактиван младић заљубљује се у Викторију када се она досели у његов град. Спреман је на све како би је учинио срећном.

## Улоге
| Глумац:              | Улога:    |
| -------------------- | --------- |
| Силвија Наваро       | Викторија |
| Омар Херменос        | Габријел  |
| Виктор Гонзалез      | Хулијан   |
| Серхио Бустаманте    | Адолфо    |
| Хулијета Егурола     | Тереза    |
| Елизабет Сервантес   | Валентина |
| Марта Аура           | Асусена   |
| Педро Сикард         | Артуро    |
| Хосе Карлос Родригез | Марио     |
| Адријана Пара        | Хасинта   |
| Алехандра Ласкано    | Грасијела |
| Мартин Алтомаро      | Луис      |
| Ана Лаура Еспиноса   | Ромуалда  |
| Андрес Паласиос      | Чимино    |